# Amy Okonkwo
Amy Nnenna Okonkwo (Fontana, 26 agosto 1996) è una cestista statunitense con cittadinanza nigeriana.

## Carriera
Con la Nigeria ha disputato i Giochi olimpici di Tokyo 2020 e i Campionati africani del 2021.